# Lockhartia triangulabia
Lockhartia triangulabia är en orkidéart som beskrevs av Oakes Ames och Charles Schweinfurth. Lockhartia triangulabia ingår i släktet Lockhartia och familjen orkidéer.
Artens utbredningsområde är Panamá. Inga underarter finns listade i Catalogue of Life.